# رعاية ما بعد الولادة
رعاية ما بعد الولادة هي خدمة تقدم للأفراد في فترة ما بعد الولادة ، للمساعدة في التعافي بعد الولادة.

## رعاية ما بعد الولادة التقليدية
توجد العديد من الأشكال التقليدية رعاية بعد الولادة التقلدية في جميع أنحاء العالم. ومن الأمثلة على ذلك حبس الولادة وتقليد الاستلقاء الأوروبي.

### كوريا
سانهوجوري هي النسخة الكورية من رعاية ما بعد الولادة. وهو يعتمد على المبادئ التي تؤكد على الأنشطة والأطعمة التي تحافظ على دفء الجسم والراحة والاسترخاء لتعظيم عودة الجسم إلى حالته الطبيعية، والحفاظ على النظافة، وتناول الأطعمة المغذية، وراحة البال والقلب. تُعرف فترة الحبس بسامشيل ايل.

## الرعاية التجارية الحديثة
تقليديا، كان كبار السن يعتنون بالنساء: إما أمهاتهن أو حماتهن أو أختهن أو عماتهن. قدمت المستشفيات المقيمة للنساء أسابيع من الراحة في الفراش وفترة راحة من الأعمال المنزلية. ظهرت البدائل التجارية سواء في المنزل أو في المراكز السكنية. بسبب ازدياد نسبة عدم وجود هؤلاء النساء المسنات أو عدم رغبتهتن في القيام بهذا الدور؛ وأثرت سياسة الطفل الواحدف في وجود خبرة محدود لدى العديد من النساء الصينيات الأكبر سنًا في الأطفال حديثي الولادة، حيث أن لديهن طفل واحد فقط.

### في المنزل
توفر الوكالات مقدمي رعاية متخصصين يأتون إلى منزل الوالدين. كانت هذه الوظيفة تُعرف باسم الممرضة الشهرية، حيث كانت تأتي وتعيش مع العائلة لمدة شهر. الآن المصطلحات الأكثر شيوعًا هي ممرضة الأمومة أو أخصائي رعاية الأطفال حديثي الولادة أو مربية الولادة؛ العامل ليس اختصاصي رعاية صحي مسجل مثل الممرض.
يعرف العاملون هذه الوظيفة برفيقة الولادة، لكن بعضهم يوفر دعمًا عمليًا وعاطفيًا بعد الولادة. يُعرف الدعم المنزلي في هولندا باسم كرامزورج وهو مجسل في نظام التأمين الصحي الوطني.
ظهر في الصين مقدم رعاية متخصص مقيم يعتني بكل من الأم والطفل خلال الشهر الأول بعد الولادة. ترواحت الرواتب في عام 2017 تختلف من 8000 إلى 20000 رنمينبي شهريًا حسب المدينة والخبرة. يوصفون بأنهم «أمهات الأم». أطلقت عليهن مخرجة الأفلام الوثائقية الأسترالية أيلا كالان لقب «الأمهات الصينيات الخارقات» لكنها تقول إنهن يُعرفن بالعامية باسم «سيدات الحبس».

### المرافق السكنية
نشأت العديد من الشركات لتقديم رعاية بعد الولادة خارج المنزل، وأحيانًا في بيئة شبيهة بالفنادق. ظهرت مراكز رعاية ما بعد الولادة الخاصة في كوريا في عام 1996. تتقاضى الشركات المتخصصة الصينية مثل مركز الحبس الجدار الأحمر ما يصل إلى 27000 دولار لمدة شهر واحد. تحظى مراكز تمريض ما بعد الولادة بشعبية في تايوان ضمن أولئك الذين يستطيعون تحمل تكاليفها.
تقوم النساء الصينيات بسياحة الولادة في الولايات المتحدة.